# East Peoria
La ville d’East Peoria est située dans le comté de Tazewell, dans l’État de l’Illinois, aux États-Unis. Sa population s’élevait à 23 402 habitants lors du recensement de 2010, estimée à 22 561 habitants en 2018.

## Source
- (en) Cet article est partiellement ou en totalité issu de l’article de Wikipédia en anglais intitulé « East Peoria, Illinois » (voir la liste des auteurs).

1. ↑  (en) « Population and Housing Unit Estimates » (consulté le 28 juillet 2019)
2. ↑  (en) « Census of Population and Housing » [archive du 26 avril 2015], Census.gov (consulté le 4 juin 2015)